# Eunic (comediògraf)
Eunic (grec antic: Εὔνικος, Éunīkos, llatí: Eunicus) fou un poeta còmic atenès de la comèdia antiga, contemporani d'Aristòfanes i Filil·li. Es conserva una línia de la seva obra Ἄντεια (Anteia; de vegades atribuïda a Filil·li). Una comèdia de nom Πόλεις és atribuïda Eunic, Aristòfanes i Filil·li. La Suïda també l'anomena Enic (grec antic: Αἴνικος, Áinīkos), però es tracta d'un error.